# San Domenico (Pisa)
San Domenico je katolický kostel v Pise, stojící na via Uguccione Della Faggiola.
Budova s připojeným klášterem byla postavena roku 1385 Pietrem Gambacortim pro dominikánské mnichy. Je zbudován z kamene a cihel. Interiér je zdoben štuky a uchovává malby Tempestiho a Aurelia Lomiho. V letech 1724–1732 proběhla rekonstrukce interiéru v barokním stylu. Během druhé světové války došlo k těžkému poškození kostela i kláštera.